# Сусатское сельское поселение
Сусатское сельское поселение — муниципальное образование в Семикаракорском районе Ростовской области. 
Административный центр поселения — хутор Сусат.

## География
Сусатское сельское поселение находится на юго-западе Семикаракорского района. На северо-западе граничит с Усть-Донецким районом, на юго-западе с Багаевским. По территории Сусатского поселения протекает речка  Сусат.

## История
В 1929 году на территории нынешнего хутора Сусат образовались три колхоза: «Красный партиец», «Красный двигатель», «Мужичок»; позднее они объединились в один «16 лет РкКА (Рабочей крестьянской Красной Армии)», затем колхозу дали имя «Память Ильича» и далее «Сусатский». Исстари сусатцы были смелыми, искусными  воинами. Из числа современников вышли в генералы – Пётр Семёнов, Николай Антоненко, Владимир Фисенко.
Совхоз «Сусатский» прекратил своё существование в 2002 году. После распада совхоза, на территории Сусатского  поселения образовались мелкие фермерские хозяйства, которые занимаются выращиванием зерна, подсолнечника, овощей и животноводством.

## Административное устройство
В состав Сусатского сельского поселения входят:
- хутор Сусат;
- хутор Костылевка;
- хутор Новоромановский;
- хутор Слободской.

## Население
| 2010  | 2012  | 2013  | 2014  | 2015  | 2016  | 2017  |
| ----- | ----- | ----- | ----- | ----- | ----- | ----- |
| 3341  | ↘3295 | ↘3259 | ↘3212 | ↘3210 | ↘3142 | ↘3133 |
| 2018  | 2019  | 2020  | 2021  |       |       |       |
| ↘3120 | ↘3076 | ↘3028 | ↘2990 |       |       |       |

## Инфраструктура
К памятникам архитектуры Сусата с полным правом можно отнести действующий Вознесенский храм. В центре поселения расположен мемориальный комплекс воинам, погибшим в годы Великой Отечественной войны.
На территории Сусатского сельского  поселения находится Сусатская средняя школа, Дом культуры, библиотека, ФАП, детский сад «Сказка», почтовое отделение. С 2003 года в хуторе открыта новая начальная школа.